# Tutoriál
Tutoriál (z ang. tutorial [tuːˈtɔːɹiəl]) je návod k použití, který na konkrétních příkladech „krok za krokem“ názorně ukazuje, jak se co používá. Časté je jeho použití v souvislosti s počítačovými hrami, počítačovými programy či programovacími jazyky, ale pojem se neomezuje pouze na IT oblast. Tutoriály umožňují začátečníkům rychlý a efektivní úvod do nové oblasti a získání velkého množství zkušeností během krátké doby a bez učitele. Tutoriály nemusí být, na rozdíl od manuálu či referenční příručky, vyčerpávající. Jejich cílem je umožnit uživateli okamžitou práci s programem.
Tutorial je rovněž metodou vzdělávání obvyklou na tradičních britských univerzitách. Na rozdíl od semináře se jej účastí typicky 1 až 4 studenti. S vyučujícím řeší zadaný příklad nebo diskutují o předepsaných esejích; často s ním vedou sokratovský dialog. 